# 제의

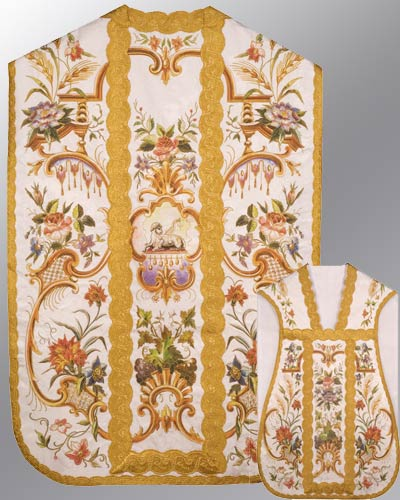
‘바이올린 꼴’ 제의라고도 불리는 로마 양식 제의 (왼쪽 뒤, 오른쪽 앞)

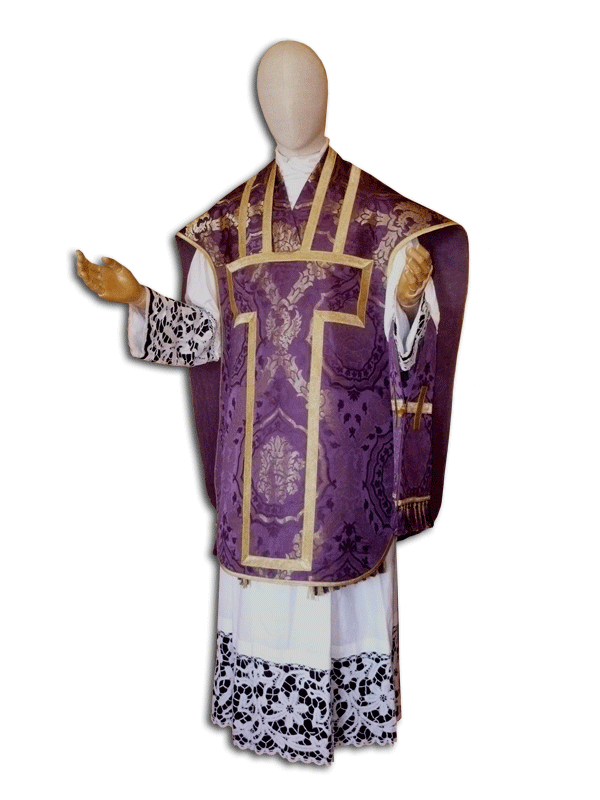
보라색 로마 양식 제의를 입은 모습.

제의(祭衣)는 서방 전통의 기독교 종파에서 성직자들이 전례를 집전할 때 겉에 걸쳐 입는 교회 전례복이다. 로마 가톨릭교회에서 처음으로 이용하기 시작했으며, 뒤이어 성공회와 루터교, 일부 감리교에서도 도입하였다.
“미사나 미사와 직접 연결된 다른 거룩한 행위 때 주례 사제가 입어야 할 고유한 옷은 제의이다. 다른 규정이 없는 한 장백의와 영대 위에 입는다.” (로마 미사 전례서 337항) 영대와 마찬가지로 제의 역시 일반적으로 집전하는 미사의 축일과 전례 정신에 따라 다양한 색채로 구별되어 있다.
제의는 로마 제국 후기에 일반인들이 외출복으로 입었던 외투로 라틴어로 ‘작은 집’이라는 뜻의 ‘카술라(casula)’라고 불리던 원뿔 모양의 폰초에서 그 기원을 찾아볼 수 있다. 카술라는 가운데에 머리를 집어넣는 둥근 구멍이 있으며 모든 면이 무릎 아래까지 오는 단순한 타원형의 옷으로 구성되어 있다. 카술라는 팔을 자유롭게 움직이도록 팔부분에 주름이 잡혀 있다.
카술라는 서방 교회의 전례 의상으로 도입되면서 측면이 접어 포개진 형태를 띠게 되었다. 부제는 사제가 제의의 측면을 접는 것을 거들었으며, 간혹 이러한 일을 수행하는 데 도움이 되도록 끈을 사용하기도 하였다. 13세기 초부터는 제의의 측면을 조금 짧게 하는 경향이 대두하였으며, 이는 15세기 복식을 설명하는 삽화에서 확인할 수 있다. 15세기와 그다음 세기를 거치면서 제의는 오늘날의 형태와 같은 형태를 취했다. 옷의 측면이 더는 발목까지 내려오지 않았으며, 기껏해야 손목까지만 이르렀을 뿐이며, 접을 필요도 없었다.
16세기 말에는 제의가 여전히 매우 헐렁하고 두 팔을 일부 덮을 정도이기는 했지만, 19세기에서 20세기 초반까지 유행했던 제의와 비교해봤을 때 본래의 전통적 모양새와는 덜 비슷하였다. 19세기에서부터 20세기 초반까지는 제의가 폭이 넓은 스카풀라 정도로 축소되어 두 팔 전체를 자유롭게 움직일 수 있게 되었으며, 앞부분과 뒷부분도 짧아졌다. 사제가 뻣뻣한 재질로 만든 제의(안감을 댔고 자수를 많이 놓았음)를 입을 때 양손을 더 쉽게 모으게 하려고 앞쪽을 한층 더 잘라 ‘바이올린 꼴’이라고 불리는 형태가 만들어졌다. 복합하게 구성된 장식들은 종종 스카풀라 형태의 제의에 사용되었으며, 특히 등 쪽에는 십자가 또는 성인의 형상을 넣었다. 그리고 비단, 금으로 된 섬유 또는 문직과 같은 값비싼 고급 옷감들은 특별히 주요 전례 의식들의 집전을 위해 마련된 제의에 사용되었다.
20세기에는 초창기의 더 풍성한 제의 형태로 돌아가는 경향이 나타났으며, 때때로 ‘로마식’ 스카풀라 형태와 구별하여 ‘고딕식’ 제의라고 불렀다.
제2차 바티칸 공의회 이후, 더욱 풍성한 형태가 가장 흔히 볼 수 있는 제의의 형태가 되었는데, 앞에 언급한 《로마 미사 전례서》의 지침에서는 제의의 아름다움은 화려한 장식에서 오는 것이 아니라 제의의 주름과 형태에서 오는 것이어야 한다고 명시하고 있다(‘바이올린 꼴’ 전례복은 대개 세밀한 장식 혹은 그림 전체를 묘사하는 방식으로 매우 복잡하게 수를 놓아 장식하였음). 이런 까닭에, 오늘날 제례복 대다수는 거의 발목과 손목까지 닿으며 상대적으로 간결한 상징물 혹은 줄무늬와 자수로 장식되어 있다.

## 제의의 색깔
제의의 색깔은 거행하는 신앙의 신비 특성과 전례력에 따라 그 정신을 표현하는 그리스도인 생활의 뜻을 효과적으로 드러내는 목적을 가졌다.
초대 교회에 있어서는 미사성제 때 일정한 것이 없이 성경과 관련시켜 흰색 한 가지만을 자주 사용하였다. 그러다가 그 축일의 특별한 의미를 제의색으로 드러내고자 여러 색상을 자유롭게 사용하다가 교황 인노첸시오 3세(1198-1216) 때 다음 여섯 가지 색으로 결정되었다.
1. 흰색: 이 색은 하느님이 친히 입은 색으로서[3] 영광과 결백, 기쁨을 상징한다. 따라서 부활시기와 성탄시기, 그리스도의 축일(수난과 관련 있는 축일은 제외), 성모 마리아의 축일과 기념일, 천사들, 순교자가 아닌 성인들의 축일과 기념일, 모든 성인의 날(11월 1일), 세례자 요한(6월 24일), 사도 요한(12월 27일), 사도 베드로의 주교좌(2월 22일), 사도 바오로의 개종(1월 25일) 등의 성무일도와 미사성제 때에 사용한다.
2. 홍색: 뜨거운 사랑과 피를 상징하는 것으로, 주님 수난 주일, 성금요일, 성령 강림, 십자가 현양 축일, 사도들과 복음사가들의 축일 그리고 순교자들의 축일 등에 사용한다.
3. 녹색: 생명의 희열과 희망을 드러내는 색으로 연중 주일, 즉 주님 공현 후 주일부터 사순시기 전까지, 성령 강림 후 주일부터 대림시기 전까지의 성무일도와 미사성제 때에 사용한다.
4. 자색: 죄에 대한 뉘우침과 속죄를 나타내는 것으로서, 대림시기와 사순시기에 사용하되 또한 위령 성무일도와 미사성제에도 사용할 수 있다.
5. 흑색: 슬픔과 죽음을 상징하며 위령미사 때에 사용한다.
6. 장미색:자색의 슬픔과 흰색의 기쁨에 대한 중간색으로서 대림시기와 사순시기에 성탄과 부활의 서광을 앞두고, 잠시 기뻐하며 휴식한다는 의미로 기뻐하라 주일(대림 제3주일)과 즐거워하라 주일(사순 제4주일)에 사용한다. 따라서 그 기쁨이 완전하지 못하므로 자색의 흰색의 중간색을 사용하는 것이다.[4]

## 같이 보기
- 비레타
- 영대
- 캅파